# 萨拉戈萨门
44°29′26″N 11°19′48″E / 44.49049°N 11.329924°E

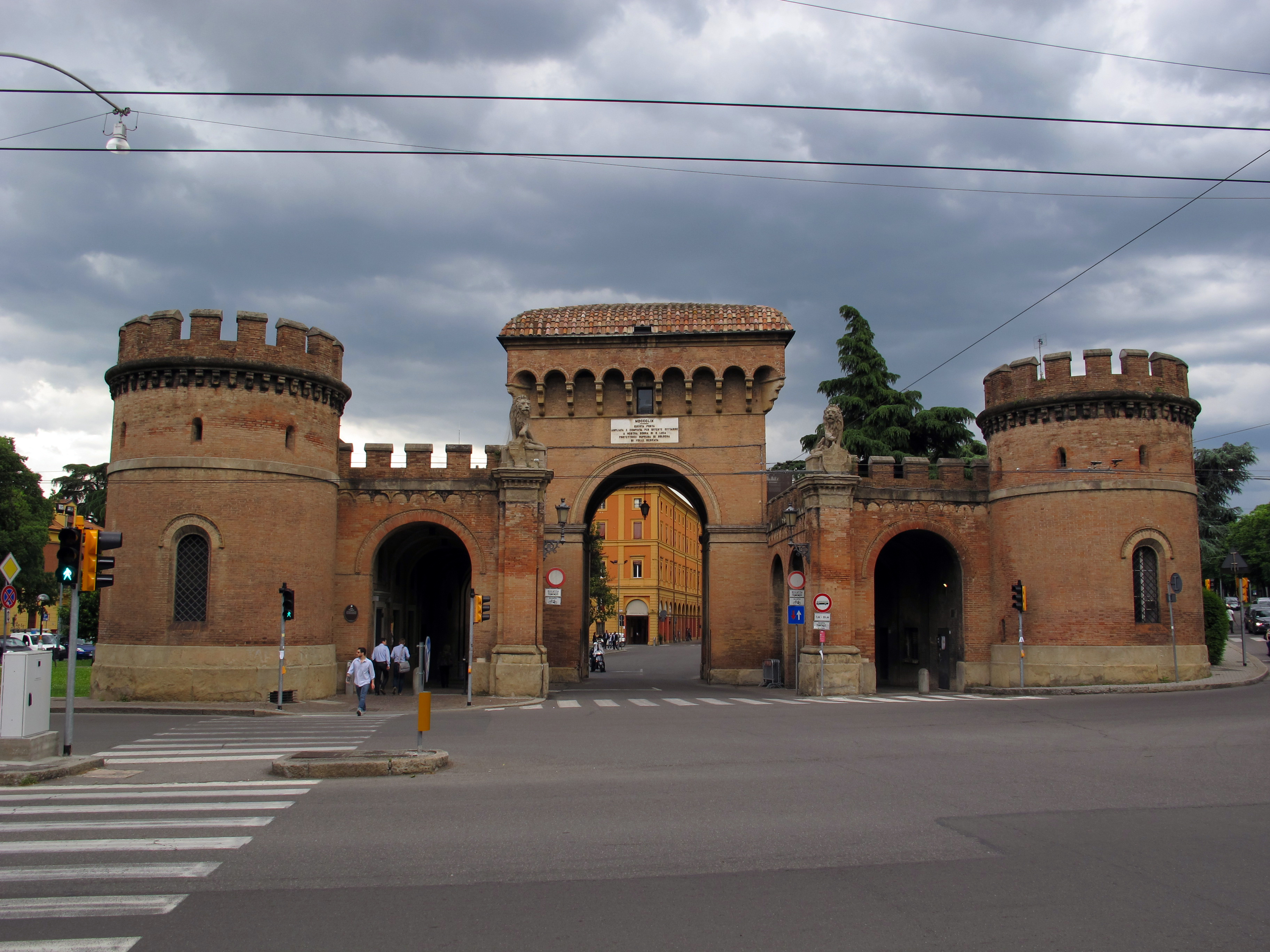

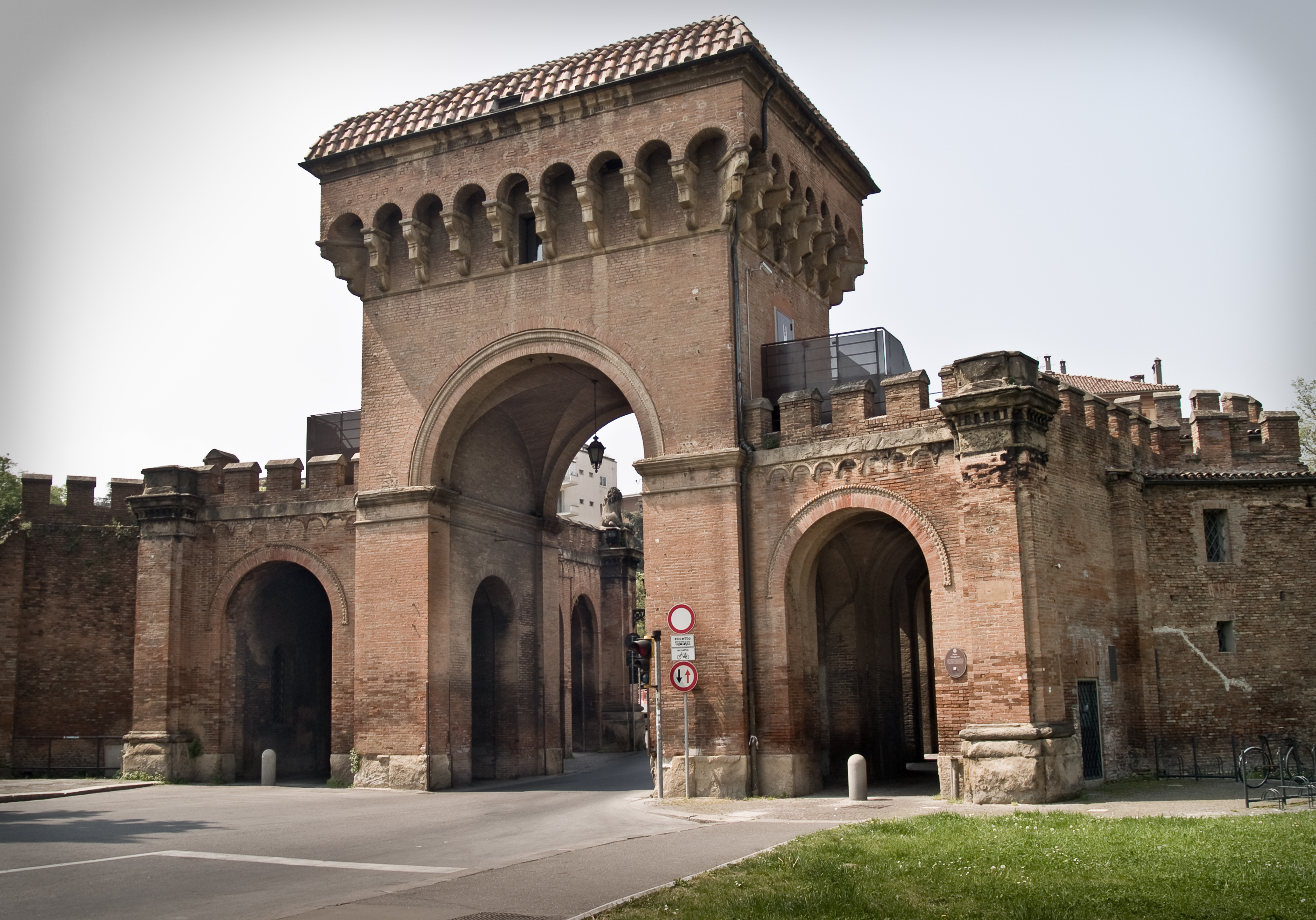

萨拉戈萨门（Porta Saragozza）是意大利城市博洛尼亚城墙上的一座城门。
萨拉戈萨门建于13-14世纪，在1334年在护城河上设立吊桥。它使用不多，直到1674年，从市中心到圣路加的圣母朝圣地建起长长的圣路加柱廊（Portico di San Luca），供每年的圣像巡游使用。此后位于路线上的该门就称为“圣门”（Porta Sacra）或“朝圣者门”（Porta dei pellegrini）。
1859年，在意大利城市中兴起恢复中世纪残余的运动中，建筑师Giuseppe Mengoli将其改建为目前的城堡状外观。